# Caserne Huxelles

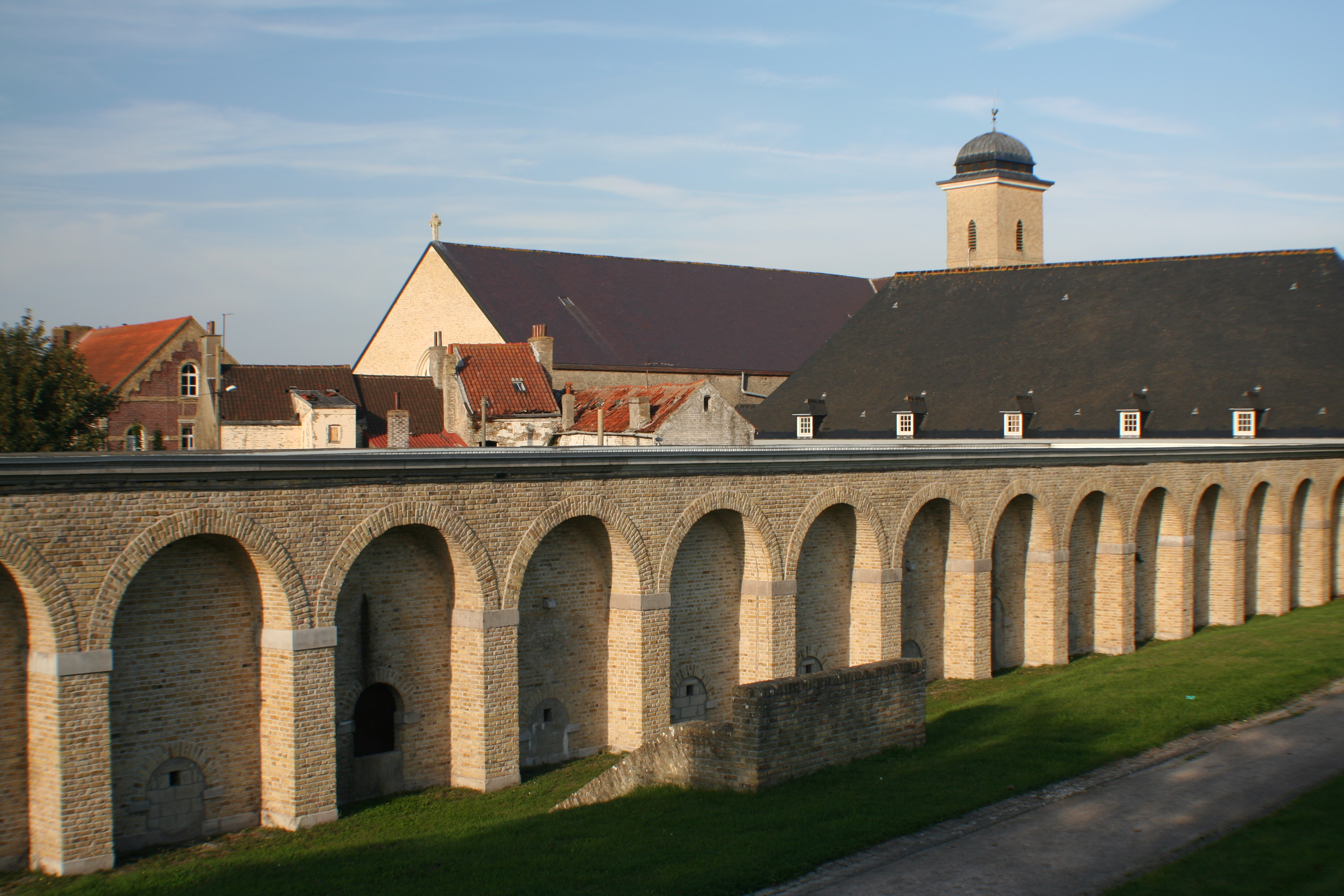
Caserne Huxelles

De Caserne Huxelles (of Caserne de la Cisterne) is een voormalige kazerne in de tot het Noorderdepartement behorende stad Gravelines, gelegen aan de Rue de la Tranquillité.
De Caserne Huxelles werd gebouwd tussen 1793 en 1822. Deze kazerne moest soldaten huisvesten en munitie opslaan in geval van een oorlogssituatie. Hij lag vlak bij de cisterne en werd beschermd door een sectie van de stadsmuur. De zalen voor de soldaten waren enigszins verdiept aangelegd.
Tegenwoordig is de door leien bedekte zolderverdieping van de kazerne verdwenen.